# Luvijščina
Luvijščina je izumrl anatolski jezik. Deli se na klinopisno luvijščino in hieroglifno luvijščino. K njej napotujejo tudi asirski teksti. Ohranjeni so luvijski napisi iz okoli 1600 pr. n. št. Iz nje naj bi izhajali nekateri kasnejši anatolski jeziki (likijski in milijski).